# 八乙女山
八乙女山（やおとめやま）は、富山県南砺市井波の山。標高756m。旧スキー場もあり、キャンプ場、ログハウス、テニスコート、レストラン、展望台などがある。

## 概要
高清水山地の北端のピークで、断層上の山である為東西共に急傾斜である。
山頂には天池といわれる湿地があり展望はよい。また山頂付近には戦国時代の山城跡がある。
八乙女山と大寺山の間の栃原峠はかつては重要な交通路であったが、利用されることがなくなり、井波から利賀への通り抜けは難しくなっている。山頂から栃原峠に至る尾根道に風穴があり、昔から井波一帯に井波風（フェーン現象を伴う局地風）が吹くのはこの風穴によると伝えられてきた。
旧盆8月16日には八文字焼をする。

## 歴史
井波風を鎮めるために不吹堂が（ふかんどう）建てられてきた。最初の不吹堂は越前の僧泰橙が建てたが、強風で谷底に吹き飛ばされた。
その後、本願寺5世の緯如上人が不吹堂を再建し、三部経を納めて風神を鎮めたと伝えられる。

## 山名の由来
現南砺市の旧井波町では、井波風という強い地方風が吹いていたが、地元ではその風はこの山にある風穴から吹いていると信じられており、その風穴自体を御神体として拝み、神に奉仕する八乙女による風鎮儀式が行われていたことが、八乙女山の山名の由来になったとされている。

## 登山
八乙女山・大寺山ハイキングコースが整備されており、八乙女峠がハイキングコースの入口となっている。閑乗寺高原から遊歩道があり、そこから八乙女峠の登山口に行くことができる。